# Arrondissement de Bittbourg
L'arrondissement de Bittbourg est un ancien arrondissement du département français des Forêts. Il fut créé le 17 février 1800 et supprimé le 11 avril 1814.

## Composition
Il comprenait les cantons d'Arzfeld, Bitburg, Dudeldorf, Echternach et Neuerburg.